# 39678 Ammannito
39678 Ammannito è un asteroide della fascia principale. Scoperto nel 1996, presenta un'orbita caratterizzata da un semiasse maggiore pari a 2,3014125 UA e da un'eccentricità di 0,1462973, inclinata di 3,88930° rispetto all'eclittica.